# اینس پریرا
اینس پریرا (انگلیسی: Inês Pereira؛ زادهٔ ۲۶ مهٔ ۱۹۹۹) بازیکن فوتبال اهل پرتغال است.
وی همچنین در تیم‌های ملی فوتبال زنان پرتغال، Portugal women's national under-17 football team, Portugal women's national under-19 football team، و زنان پرتغال بازی کرده‌است.